# Torlino Vimercati
Torlino Vimercati é uma comuna italiana da região da Lombardia, província de Cremona, com cerca de 296 habitantes. Estende-se por uma área de 5 km², tendo uma densidade populacional de 59 hab/km². Faz fronteira com Agnadello, Capralba, Palazzo Pignano, Pieranica, Quintano, Trescore Cremasco, Vailate.

## Demografia
| Variação demográfica do município entre 1861 e 2011                               |
|                                                                                   |
| Fonte: Istituto Nazionale di Statistica (ISTAT) - Elaboração gráfica da Wikipedia |